# BMW T102

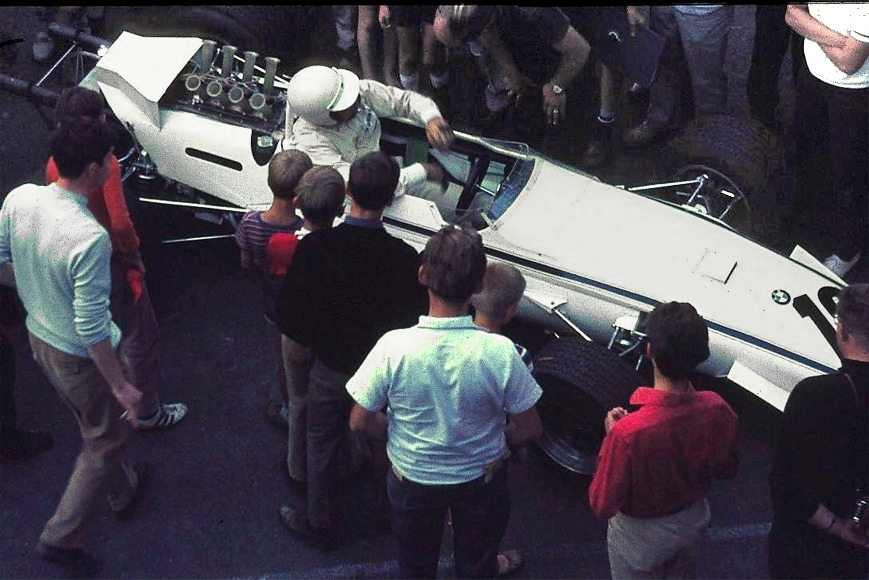
Hubert Hahne im BMW T102 1968

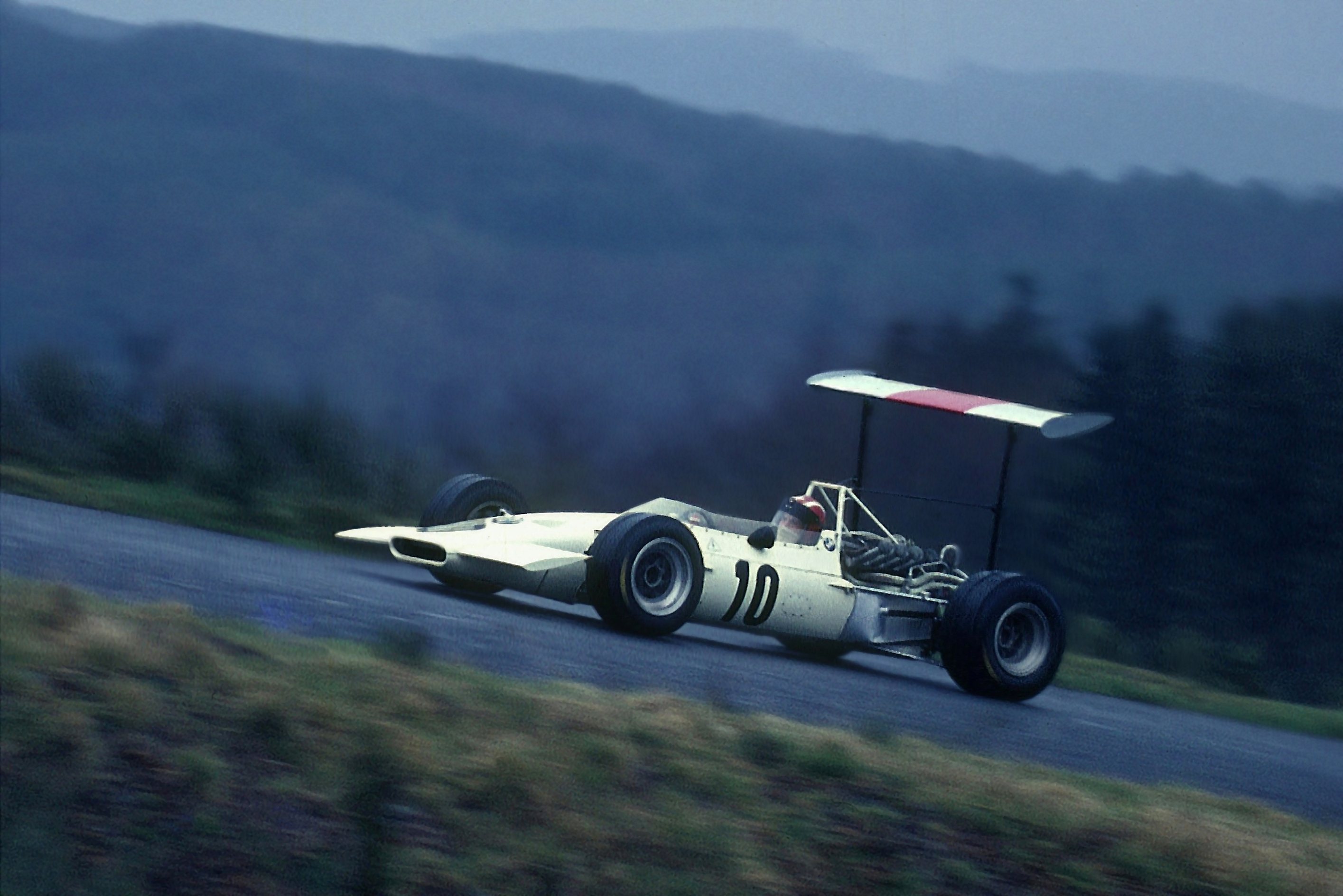
Jo Siffert im BMW T102 beim Training zum Eifelrennen 1969

Der BMW T102 war ein Formel-2-Rennwagen, der 1968 und 1969 eingesetzt wurde.

## Entwicklungsgeschichte und Technik
Der BMW T102 wurde vollständig bei Lola, aber exklusiv für BMW gebaut; daher auch die Typenbezeichnung BMW T102 und nicht Lola T102. Der Entwurf stammte von dem britischen Rennwagenkonstrukteur Len Terry. Der T102 hatte das damals typische Badewannen-Monocoque von Lola. Die Karosserie lief schlank am Cockpit entlang und wurde erst im Hinterwagen breiter, um den Motor aufzunehmen. Dieser war ein Entwurf des österreichischen BMW-Ingenieurs Ludwig Apfelbeck. Der 2-Liter-Motor hatte vier Zylinder mit jeweils vier Ventilen. Als der Motor auf einen Hubraum von 1,6 Liter verkleinert werden musste, ergaben sich Schwierigkeiten mit der Ventilsteuerung und BMW setzte ein neues Aggregat ein.

## Renngeschichte
Als 1968 große Erfolge ausblieben, wurden die beiden T102 vollständig überarbeitet. Beim Jim-Clark-Rennen 1969 in Hockenheim, einem Lauf zur Formel-2-Europameisterschaft, erreichte Hubert Hahne mit dem zweiten Rang hinter Jean-Pierre Beltoise im Matra MS7 die erste Podestplatzierung. 14 Tage später musste sich Jo Siffert beim Eifelrennen auf dem Nürburgring erneut nur einem Matra geschlagen geben, diesmal mit Jackie Stewart am Steuer. Nach weiteren starken Leistungen wurde Hahne am Ende der Saison Zweiter in der Gesamtwertung der Europameisterschaft.
Das Team musste aber auch einen tragischen Unfall hinnehmen. Gerhard Mitter verunglückte in einem BMW F269, dem Nachfolger des T102, beim Training zum Großen Preis von Deutschland 1969 nach einem technischen Defekt tödlich.